# Rudolf-Breitscheid-Straße (Weimar)

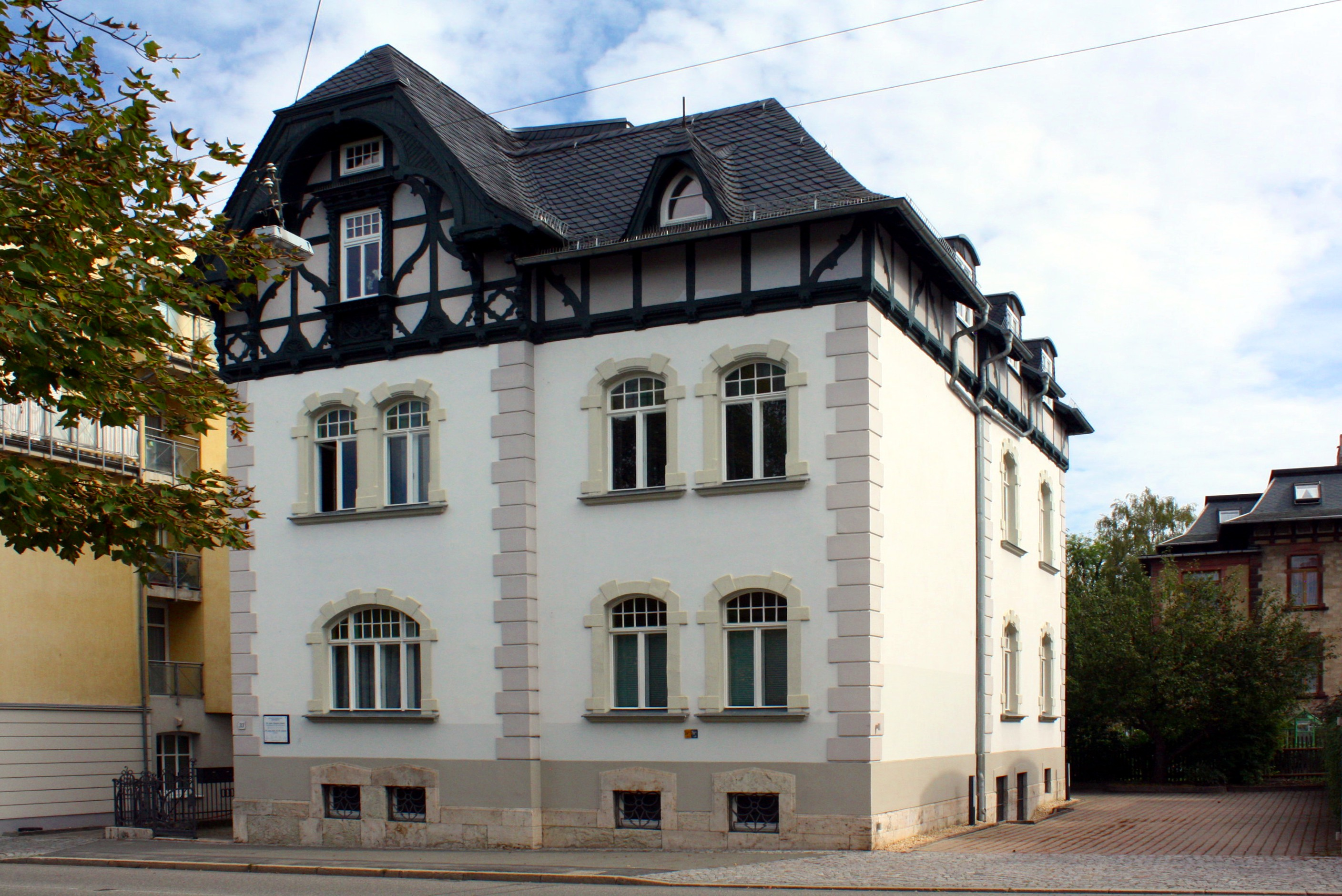
Wohnhaus Rudolf-Breitscheid-Straße 33

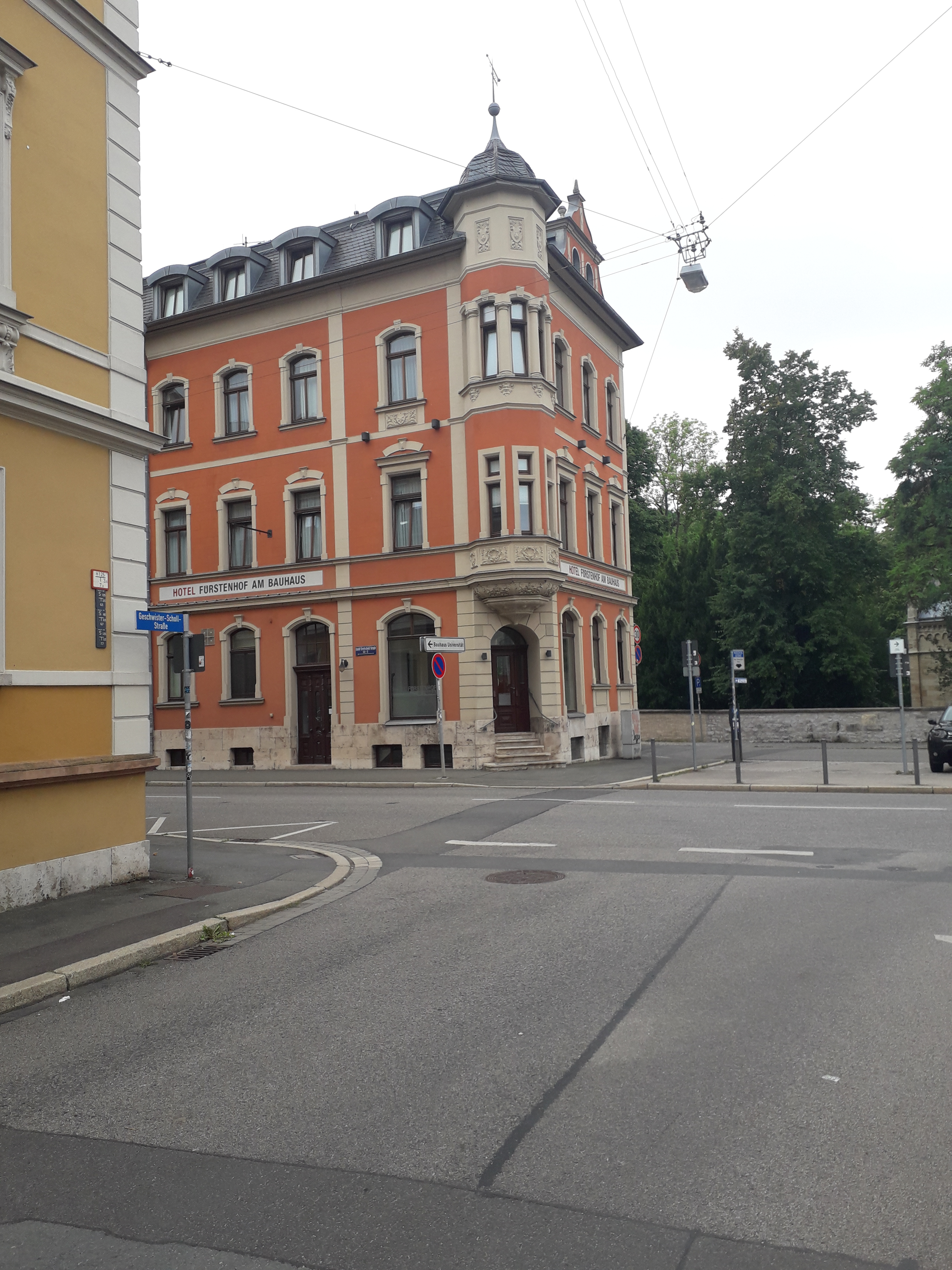
Hotel Fürstenhof am Bauhaus

Die Rudolf-Breitscheid-Straße in Weimar ist ein Straßenzug in der Westvorstadt. Dieser Straßenzug ist eine Verbindungsstraße vom Poseckschen Garten, wo sie auch von der Karl-Haußknecht-Straße gekreuzt wird, zur Berkaer Straße. An diesem Kreuzungspunkt trifft sie zudem auf die Rainer-Maria-Rilke-Straße. An ihr endet unweit des Poseckschen Gartens die Geschwister-Scholl-Straße. Am Poseckschen Garten gegenüber der an der Belvederer Allee beginnenden Rudolf-Breitscheid-Straße endet auch die Amalienstraße.
Die Rudolf-Breitscheid-Straße wurde 1945 nach dem im KZ Buchenwald  ermordeten sozialdemokratischen Politiker und Widerstandskämpfer Rudolf Breitscheid (1874–1944) benannt. Zuvor 
hieß  sie Buchfarter Straße. In der Rudolf-Breitscheid-Straße 2 befindet sich das Hotel Fürstenhof am Bauhaus. Hier sind viele gründerzeitliche Gebäude bzw. solche des Jugendstil vorhanden.
Der gesamte Straßenzug steht auf der Liste der Kulturdenkmale in Weimar (Sachgesamtheiten und Ensembles). Das Wohnhaus Rudolf-Breitscheid-Straße 33 steht zudem auf der Liste der Kulturdenkmale in Weimar (Einzeldenkmale).